# Петнаестоугао
У геометрији, петнаестоугао је многоугао са петнаест темена и петнаест страница.

### Правилни петнаестоугао
Правилни петнаестоугао је петнаестоугао код кога су све странице једнаке дужине и сви унутрашњи углови једнаки.
Сваки унутрашњи угао правилног петнаестоугла има 156° (степени), а збир свих унутрашњих углова било ког петнаестоугла износи 2340°.

Ако му је основна страница дужине {\displaystyle a\,\!}, површина правилног петнаестоугла се одређује формулом

{\displaystyle P={\frac {15}{4}}a^{2}\mathop {\mathrm {ctg} } \,{\frac {\pi }{15}}={\frac {15a^{2}}{8}}\left({\sqrt {3}}+{\sqrt {15}}+{\sqrt {2}}{\sqrt {5+{\sqrt {5}}}}\right)\approx 17.6424a^{2}}.

Ако је {\displaystyle R} - полупречник описаног круга, а {\displaystyle r} - полупречник уписаног круга, онда важи
{\displaystyle R={\frac {a}{4}}\left({\sqrt {3}}+{\sqrt {15}}+{\sqrt {2}}{\sqrt {5+{\sqrt {5}}}}\right)}, и 

{\displaystyle r={\frac {a}{2}}\left({\sqrt {3}}+{\sqrt {5+2{\sqrt {5}}}}\right)}.
Обим правилног петнаестоугла коме је страница дужине {\displaystyle a\,\!} биће једнак {\displaystyle 15a\,\!}.

### Конструкција
Правилни петнаестоугао се може конструисати уз помоћ лењира и шестара. Следећа анимација илуструје корак по корак, конструкцију коју је навео Еуклид у четвртој књизи Елемената.